# 비키니 왁싱

여성들 사이에서 음모를 제모하는 스타일

비키니 왁싱(bikini waxing) 또는 브라질리언 왁싱(Brazilian waxing)은 뜨겁거나 차가울 수 있는 특수 왁스를 이용하여 음모를 제거하는 것으로, 이 특수 왁스는 털에 붙인 다음 왁스를 피부로부터 빠르게 제거할 때 털이 제거되며 보통 한 토막의 천과 함께 이용한다.
비키니 라인(bikini line)은 수영복 아래 부분에 의해 보통 가려지지 않는, 털이 자라는 다리와 안쪽 넓적다리 부분이다. 일부 문화에서 이 부위에 털이 보이는 것을 선호하지 않거나 부끄럽게 간주되기 때문에 종종 제거된다. 그러나 일부 사람들은 미(美), 개인 그루밍, 위생, 문화, 종교, 패션의 이유로 노출시키지 않기 위해 털을 제거한다.

## 기술
음모는 왁싱, 면도, 설탕, 전기 분해, 레이저 제모, 화학 탈모 크림과 같은 다양한 방법으로 제거할 수 있다. 왁싱은 보통 뜨거운 녹은 왁스를 개인이 제거하고 싶은 음모의 모발에 바르는 것을 포함한다. 털이 굳어감에 따라 달라붙는 왁스는 작은 천 조각으로 덮여 있다. 왁스가 충분히 굳으면, 천은 빠르게 벗겨지고, 왁스가 뽑힐 때 뿌리로부터 털이 제거된다. 왁싱은 홈키트를 사용하거나 미용실이나 스파의 미용사가 개인적으로 할 수 있다.
왁싱을 한 적이 없거나 오랫동안 왁싱을 하지 않은 경우 왁싱을 하기 전에 가위나 전기 면도기를 사용하여 음모를 다듬어야 할 수 있다. 왁스 속 성분에 대한 알레르기나 피부 민감도를 검사하기 위해 보통 허벅지 위쪽에서 패치 테스트를 하는 것이 좋다. 왁싱 후 발모 억제제를 바르는 경우도 있는데, 매일 장시간 바르면 모발의 재성장 속도가 느려진다.
왁싱하기 전에 해당 부위에 소독제 및 파우더를 바르는 것이 일반적이다. 왁스는 가로 약 5.1cm, 세로 약 4cm 크기의 주걱으로 털이 자라는 방향으로 바른다. 왁스를 발랐지만 여전히 유연할 때, 왁스 스트립은 피부를 팽팽하게 유지하면서 털이 자라는 방향의 반대쪽에서 당긴다. 왁스 스트립은 가능한 한 빨리 벗겨지는 것이 이상적이다.
음부는 신체에서 가장 민감한 부위 중 하나이며 시술 중에는 자극이 발생하지 않도록 각별히 주의해야 한다. 시술로 인한 직접 통증은 경미하거나 심할 수 있으며 몇 초에서 몇 분까지 지속될 수 있다. 어떤 사람들은 후속 치료 동안 통증을 덜 경험한다. 왁싱으로 인한 잠재적 통증을 줄이기 위해 왁싱하기 1시간 전에 가벼운 소염제(이부프로펜 등)를 복용하는 것이 도움이 될 수 있다. 국소 마취제와 같은 제품은 관련된 통증을 줄이기 위해 사용할 수 있다. 임신 중 비키니 왁스는 일반적으로 민감도가 증가하기 때문에 더 고통스럽다. 비키니 라인에 사용되는 왁스의 종류는 보통 다리털을 왁싱하는 데 사용되는 일반적인 합성 왁스보다는 밀랍과 키 큰 기름의 혼합물로 만들어진다. 밀랍은 굵고 거친 음모를 제거하는데 더 강하고 효과적이라고 여겨진다.
때때로 왁싱으로 인해 혹이 생기거나 자란 털이 생길 수 있다. 분리된 털은 핀셋이나 전기 분해로 제거할 수 있다. 시술 후 불편함은 일반적으로 2일에서 5일 이내 지속된다. 왁싱 이후에 며칠 동안 달걀 오일을 바르면 피부를 촉촉하게 하고 세균의 염증, 통증, 성장을 줄일 수 있다. 시간이 지남에 따라 제거가 반복되면 음모는 약해지고 성장 속도가 느려져 통증이 적고 왁싱이 덜하면서 제거가 쉬워진다.

## 유형
어떤 사람들은 사회적 유행에 맞게 혹은 단순히 그들 자신의 스타일이나 라이프스타일의 표현으로 그들의 음모를 변형하는 반면, 다른 사람들은 어떤 스타일링에 반대하거나 비용적인 고려 때문에 그것을 연습하지 않는다.
"내추럴"(Natural)은 제거하거나 다듬거나 스타일링하지 않은 음모를 말한다. "트리미드"(Trimmed) 또는 "컷"(cut)은 허벅지 안쪽의 털을 제거하는 것 이외에 완전히 제거되지 않은 음모를 말한다.:139 어떤 여성들은 털을 다듬지만, 음부의 음모는 제거하고, 음부의 음모는 제거한다. 음모는 다음과 같은 몇 가지 기본 스타일로 제거하는데 종종 다른 이름으로 언급된다.  살롱은 흔히 쓰는 왁싱의 종류로 브라질리언 왁싱을 "모히칸"(Mohican)이라고 부르거나 "할리우드"(Hollywood)를 "풀 몬티"(Full Monty)라고 부르기도 한다.
이 문서에서는 비키니 왁싱의 3가지 주요 유형에 대해 설명한다.

### 아메리칸 왁싱
아메리칸 왁싱(American waxing)은 수영복으로 가려지지 않을 음모만 제거하는 것이다. 비키니의 경우에는 허벅지 윗부분과 배꼽 아래쪽에 나와 있는 털을 가린다. "기본 비키니 왁스"(basic bikini wax)는 "트라이앵글"(triangle) 또는 "비키니 라인"(bikini line)이라고도 하는데, 수영복을 입고 있는 동안 음모가 보이지 않도록 양모를 옆으로 밀어서 삼각형을 형성하는 것을 포함한다. 비키니 하의나 속옷은 보통 아메리칸 왁스를 받을 때 입는다. 일반적인 미국의 왁싱 작업은 완료하는 데 약 20분에서 30분이 걸린다.

### 프렌치 왁싱
프렌치 왁싱(French waxing)은 음부 바로 위에 가로 약 3.8cm, 세로 약 7.6cm 길이의 음모를 남기고 제모하는 것을 말하는데, 항문 부위와 음순 주위의 털을 제거한다. 랜딩 스트립 왁스는 특히 가랑이 부분이 좁은 옷을 입어야 하는 모델들에게 인기가 있다. "랜딩 스트립"(landing strip, 세로줄처럼 만든 털)을 만들기 위해 시술자와 고객은 엎드려 있거나 엎드려 있는 것을 선호한다. 때때로 딱딱한 왁스가 사용되지만 스트립 왁스가 효과적으로 작동한다.

### 브라질리언 왁싱
브라질리언 왁싱(Brazilian waxing) 또는 "스핑크스 왁스"(sphinx wax)는 골반, 외음부, 배꼽, 회음, 항문에서 모든 음모를 제거하고 때로는 음부에 얇은 털 한 가닥을 남기는 것을 말한다 T팬티 양식을 띤 비키니를 입은 사람도 사용할 수 있다. 브라질리언 왁싱은 "풀 브라질리언 왁스"(full Brazilian wax), "풀 비키니 왁스"(full bikini wax), "할리우드 왁스"(Hollywood wax)라고도 한다. 이 스타일은 1987년 브라질 파딜랴 출신의 7명의 자매에 의해 설립된 맨해튼에 있는 J. 시스터즈 살롱(J. Sisters salon)에 의해 처음으로 브라질 왁스라고 명명되었다.
브라질 왁싱은 다른 왁싱보다 더 논란이 많다. 모든 왁싱과 마찬가지로 왁싱 중과 왁싱 후에 육체적으로 고통스러운 경험이 될 수 있다. 브라질 왁스를 받은 후 수염이 난 파트너로부터 커닐링구스를 받는 것이 더 불쾌하다고 믿는 사람도 있다. 이 절차에 대한 일부 비평가들은 브라질산 왁싱이 성인 여성을 미성년자로 보이게 하는 데 기여할 수 있다고 믿으며, 이것이 성 산업에서 인기가 있는 한 가지 이유일 수 있다고 주장한다. 제대로 하지 않으면 건강상의 위험뿐만 아니라 면역력이 약한 사람에게도 감염될 위험이 있다.

## 건강
2016년 미국의사협회저널은 미국의 여성 3,316명을 대상으로 한 조사 결과에서 84%가 평생 동안에 제모한 이력이 있다고 보고했는데, 59%가 제모의 주요 동기가 위생적인 목적이었다고 보고했다.
비키니 왁싱은 세계적으로 음모슬증의 상당한 감소를 가져왔다. 그러나 최근 들어 의학계에서도 음모 부분을 밀거나 면도하는 여성에게서 모낭염, 즉 모낭 주변에서 일어나는 감염이 증가하고 있다고 지적하고 있다.

## 사회적 태도
1901년에는 민속학자인 F. 포셋(F. Fawcett)이 힌두교의 나이르 카스트 출신의 여성들에 대한 관습으로 외음부에 나온 음모를 포함한 몸의 털을 제거하는 것을 관찰했다. 서구 사회에서 여성의 체모(머리털, 속눈썹, 눈썹 제외)를 제거하는 것은 전통적으로 눈에 보일 때 적절하다고 여겨져 왔다.
음모와 관련하여, 특히 1946년부터 비키니가 유행하고 인기를 끌기 시작한 이후에 음모의 크기가 줄어들면서, 음모의 스타일링 또한 유행하게 되었다. 더 많은 음모를 제거하는 연습은 엉덩이를 드러내는 T팬티처럼 더 짧은 수영복의 인기나 유행과 함께 계속되었다.
란제리 스타일의 변화는 또한 음모를 제거하도록 장려했고,:139 누드 가랑이(즉, 완전한 브라질리언 스타일이나 스핑크스 스타일과 같이 완전한 음모 제거를 가리킴)를 과감하게 드러내는 행동은 많은 사람들에 의해 에로틱하고 매력적이라고 여겨졌다. 어떤 사람들은 누드 가랑이 쪽이 더 젊어 보인다고 생각한다.:59  채슐러(Chchachler), 디빈(Devine), 드랙슬바워(Draxlbauer)에 따르면, 눈에 보이는 모든 몸의 털을 제거하는 것은 여성성의 중요한 측면으로 보여지게 되었다고 한다.:60

## 같이 보기
- 성기 피어싱
- 제모